# استیوارت باترفیلد
استیوارت باترفیلد (انگلیسی: Stewart Butterfield؛ زادهٔ ۲۱ مارس ۱۹۷۳) کارآفرین و مدیر اجرایی اهل کانادا است، که در سال ۲۰۰۹ شرکت اسلک را تأسیس کرد.